# Gorzyk złotogłowy
Gorzyk złotogłowy (Ceratopipra erythrocephala) – gatunek małego ptaka z rodziny gorzykowatych (Pipridae). Zasiedla on północną część Ameryki Południowej oraz wschodnią Panamę.
Podgatunki i zasięg występowania
Wyróżnia się następujące podgatunki C. erythrocephala:
- C. erythrocephala erythrocephala (Linnaeus, 1758) – wschodnia Panama, północna Kolumbia, Wenezuela, Trynidad, region Gujana i północna Brazylia
- C. erythrocephala berlepschi Ridgway, 1906 – wschodnia i południowo-wschodnia Kolumbia, wschodni Ekwador, północno-wschodnie Peru i północno-zachodnia Brazylia

Proponowany podgatunek flammiceps (wschodnia Kolumbia) uznany za synonim C. e. berlepschi.
Morfologia
Występuje wyraźny dymorfizm płciowy. Gorzyk złotogłowy jest małej wielkości ptakiem, mierzącym 9,4 cm oraz ważącym 12,5 grama. Samiec jest cały czarny, ze złotą, opalizującą głową. Samice i młode samce są upierzone na oliwkowozielono.
Zachowanie
Samce śpiewają 6–12 metrów nad ziemią. Samica sama buduje płytkie gniazdo na drzewie. Składa 2 żółtawe, brązowo plamkowane jaja, które sama wysiaduje przez 16–17 dni.
Status
IUCN uznaje gorzyka złotogłowego za gatunek najmniejszej troski (LC, Least Concern) nieprzerwanie od 1988 (stan w 2021). Liczebność populacji nie została oszacowana, ale ptak ten opisywany jest jako dość pospolity. BirdLife International ocenia trend liczebności populacji jako stabilny, ale jednocześnie zaznacza, że wylesianie Amazonii może się przyczynić do znaczących spadków liczebności.